# إسلام حبوش
إسلام حبوش (1983-2023) هي مؤلفة وباحثة في التاريخ الحديث من مدينة غزة. تخرجت من الجامعة الإسلامية، وألفت كتاب "المقاومة الشعبية خلال الانتفاضة الأولى في قطاع غزة" الذي صدر عن دار المقتبس عام 2018. كما كانت تحاضر عن القدس وتاريخها.
استشهدت بتاريخ 19 أكتوبر 2023 مع معظم أفراد عائلتها، وذلك خلال الرد الإسرائيلي على عملية طوفان الأقصى.